# نوکیا ۲۰۶
نوکیا ۲۰۶ (انگلیسی: Nokia 206) یک گوشی موبایل کلاسیک است که توسط نوکیا در نوامبر ۲۰۱۲ در کنار آشا ۲۰۵ معرفی شد و در سه‌ماهه چهارم ۲۰۱۲ نیز به بازار عرضه شد. این گوشی جانشین آشا ۲۰۰ و آشا ۲۰۱ است، اما نام آشا را به یدک نمی‌کشد.

## طراحی
رنگ های معرفی شده به این گوشی بسیار زنده و بسیار شبیه به سری لومیا نوکیا هستند . رنگ های انتخاب شده فیروزه ای، سرخابی، زرد، سیاه و سفید هستند. این دستگاه به جای ترکیبی، بدنه "یک رنگ" دارد. طراحی پشتی گوشی شبیه به نوکیا لومیا 920 است ، اما تفاوت این است که نوکیا 206 از پلاستیک ساخته شده است، در حالی که نوکیا لومیا 920 از زیرکونیوم بورید ساخته شده است .

## دوربین
این دستگاه قادر است با دوربین 1.3 مگاپیکسلی تصاویری با وضوح 1280 در 960 پیکسل ثبت کند. ویژگی‌های دوربین شامل جهت‌گیری افقی، تنظیمات خودکار و دستی تعادل سفیدی، نوار ابزار فعال، ویرایشگر تصویر ثابت، منظره یاب تمام صفحه، تایمر خودکار است. نرخ فریم پخش ویدیویی پشتیبانی شده 15 فریم در ثانیه است. علاوه بر آن حالت‌های ویدیوی تعادل سفید عبارتند از: فلورسنت، رشته‌ای، خودکار و نور روز برای ضبط ویدیو.

## قابلیت اتصال
همراه با پشتیبانی از فناوری EDGE ، نوکیا اتصال بلوتوث را به سطح جدیدی به نام نوکیا اسلم رسانده است که عوارض جفت شدن دستگاه را کنار گذاشته و برای انتقال محتوا فقط نیاز به لمس یک دستگاه دیگر با پشتیبانی از بلوتوث دارد. بلوتوث نسخه 2.1، پروفایل های پشتیبانی شده (SPP 1.0، DUN، FTP، GOEP، EDR، HFP، OPP، GAP، PBAP 1.0، SAP، SDAP، HSP).

## نرم افزار
نوکیا 206 بر روی سیستم عامل نوکیا سری 40 اجرا می شود. این گوشی با چندین برنامه و بازی از پیش بارگذاری شده است، از جمله Bejeweled ، Need for Speed: Shift ، Asphalt 6: Adrenaline و Midnight Pool 3 ، همراه با مرورگر Nokia Xpress و برنامه های اجتماعی مانند WhatsApp و Facebook . برنامه های از پیش بارگذاری شده بر اساس منطقه/بازار متفاوت است. کاربر می تواند برنامه های بیشتری را از فروشگاه Ovi دانلود کند .